# Захарова, Пелагея Григорьевна
Пелагея Григорьевна Захарова, в замужестве Шевченко (род. 1928) — советский передовик производства, бетонщица треста «Казметаллургстрой» Карагандинского совнархоза Казахской ССР. Герой Социалистического Труда (1960).

## Биография
Родилась в 1928 году в селе Воскресенка Булаевского района Казакской АССР (с 2008 года село упразднено, ныне — территория района Магжана Жумабаева Северо-Казахстанской области Казахстана) в крестьянской семье.
С 1942 года в период Великой Отечественной войны, после окончания четырёх классов Воскресенской сельской школы, в возрасте четырнадцати лет, П. Г. Захарова начала свою трудовую деятельность в колхозе «Воскресенка» Конюховского района Казахской ССР.
С 1949 года переехала в город Темиртау Карагандинской области Казахской ССР и начала работать в строительном управлении «Земдорстрой» треста «Казметаллургстрой» Казахской ССР в должности бетонщицы строительной бригады. Вместе со своей бригадой работала на строительстве наиболее важнейших строительных предприятий таких как — Карагандинский завод синтетического каучука и Казахский металлургический завод, а также строительством объектов жилого и социально-культурного фондов Карагандинской области и города Темиртау.
7 марта 1960 года Указом Президиума Верховного Совета СССР «в ознаменование 50-летия Международного женского дня, за выдающиеся достижения в труде и особо плодотворную общественную деятельность» Пелагея Григорьевна Захарова была удостоена звания Героя Социалистического Труда с вручением Ордена Ленина и золотой медали «Серп и Молот».
С 1961 года после окончания курсов крановщиков П. Г. Захарова (в замужестве Шевченко) работала машинистом башенного крана в отделении механизации треста «Казметаллургстрой» Казахской ССР. Помимо основной деятельности занималась и общественно-политической работой: избиралась депутатом Карагандинского областного Совета депутатов трудящихся.
После выхода на заслуженный отдых в 1983 году, проживала в городе Темиртау.

## Награды
- Медаль «Серп и Молот» (07.03.1960)
- Орден Ленина (07.03.1960)

## Звания
- Почётный гражданин города Темиртау (26.09.1995)